# اللص والكلاب (رواية)
اللص والكلاب هي رواية كتبها نجيب محفوظ سنة 1961، وتعد من أشهر رواياته بعد الثلاثية. تمثل الرواية بداية مرحلة جديدة في أدب نجيب محفوظ، وهي المرحلة الفلسفية أو الذهنية. تناقش الرواية أفكار العبث والموت ومعنى الوجود، وبحث البطل عن العدل الضائع.

## ملخص الأحداث
(سعيد مهران) الخارج لتوه من السجن بعد قضاء أربعة أعوام بسبب ارتكاب سرقة، كانت زوجته (نبوية) قد تركته لتتزوج صديقه وتابعه السابق (عليش سدرة). يتوجه سعيد إلى بيت عليش ليطلب رؤية ابنته الطفلة (سناء) التي أنكرته وكذلك تنكر له الزوجان. فأخذ بعض الكتب وخرج من البيت وقد صمم على قتل الإثنين.
يلجأ سعيد إلى بيت أحد المتصوفين (الشيخ الجنيدي) والذي كان سعيد يزوره وهو صغير بصحبة أبيه، ويحدثه الشيخ عن أيام السجن والأيام التي خلت قبله، ويحاول الشيخ أن يسمعه بعض النصائح.
ثم يعرج على رجل عرفه في السابق أيام كان أبوه وأمه يخدمان في بيت الطلبة، حيث كان هذا الرجل (رؤوف علوان) يدرس الحقوق في الجامعة وكان يعطف على سعيد، وقد خلصه مرة من ورطة سرقة لأحد الطلبة. يجد سعيد أن رؤوف قد تغير بحكم منصبه كرئيس تحرير جريدة الزهراء ويخرج من عنده حاقداً بعد أن أعطاه رؤوف عشرة جنيهات. زادت هذه الزيارة من غضب سعيد على الناس.
يقرر في نفسه أن يسرق قصر رؤوف الفخم لكنه يفشل ويقبض عليه، ويكتفي رؤوف بشتم سعيد واسترجاع النقود التي أعطاه إياها. يتجه بعد ذلك إلى المقهى الذي كان يضمه في السابق مع شلة كان يعيش وسطها. ويدور حوار بينه وبين (المعلم طرزان) صاحب المقهى وبعض الزبائن. يطلب سعيد من المعلم أن يزوده بمسدس فيحقق له المعلم طلبه. وفي هذه الزيارة، يلمح (نور) ابنة الهوى التي كانت وما تزال تتردد على المقهى، والتي تعرفت على سعيد سابقا وكانت  تطمع سابقا في وصاله.
يتجه سعيد إلى منزل عليش ليقتله لكن الرصاصة تقتل (شعبان حسين) الذي حل محل عليش وشريكته اللذان هربا قبل ذلك. تنتابه موجة من الحيرة والغضب والخوف والخيبة عندما ظن أن أحدا ربما رآه وهو يركض هارباً بعد الجريمة، أو أن الوقائع ستثبت أنه هو الوحيد الذي قام بالعمل دون غيره بقصد الانتقام. ويترك بيت الشيخ بعد قليل من الكلمات يتبادلها سعيد معه، ثم يتجه إلى مأواه بيت نور عند المقبرة. وهنا يجد القارئ مفارقة في انتقال سعيد من بيت الشيخ الصوفي إلى بيت نور البغي. ويطرق الباب ويدخل ثم تقول له عندما أرادت أن تؤويه في بيتها: «أحطك في عيني وأكحل عليك».
يفكر سعيد في قتل نبوية وعليش. ويناجي نفسه ويقول مادام يرى نفسه ميتا بعد قتله للرجل البريء بالرصاصة العمياء، فلا بأس من أن يطلق مزيداً من الرصاص، لذا يوصي سعيد نور أن تحضر له الجرائد بعد عودتها من العمل، ويجلس في الغرفة وحيدا. وعندها تنهال عليه سيول الذكريات، فيسترجع أيام تعرفه على نبوية وإعجابه بها يوم كانت تعمل خادمة عند إحدى السيدات التركيات. وكذلك يتذكر يوم زفافه بنبوية، وكيف تظاهر عليش يومها بأنه صديق مخلص له. ويحتار في أمر نبوية كيف تميل إلى الكلب عليش وتترك الأسد -هو- مما يحرضه على الاستمرار في التفكير في قتل الاثنين.
وتعود نور محملة بالأكل والمشروبات والجريدة، فيفاجأ سعيد بأن صديقه القديم رؤوف علوان رئيس تحرير جريدة الزهراء قد أسهب في وصف جريمة سعيد، وتحدث عن تاريخه في اللصوصية والإجرام وعن جنونه وجرأته الإجرامية، مما زاد في حقد سعيد وتصميمه على قتل رؤوف.
ويدور حوار بين سعيد ونور يتخلّله نوع من الغزل، ويطلب منها إحضار قماش ليفصل منه بدلة ضابط بوليس فهو قد تعلم الخياطة في السجن. ارتدى سعيد بدلة ضابط البوليس برتبة صاغ، واستأجر قاربا قاصدا قصر رؤوف علوان ومصمما على قتله. وقد رصد سعيد عودة رؤوف وما أن نزل الأخير من السيارة حتى ناداه سعيد: «أنا سعيد خذ!» وأطلق عليه النار. ولكن تبادل حراس القصر النار مع سعيد قد أربكه، ولم يستطيع التصويب بدقة، وانتهى الموقف في ثوان. واتجه إلى القارب وأخذ يجذف هاربا ثم ركب تاكسي. وتحسس ساقه وعندما عاد إلى بيت نور وخلع ملابسه اكتشف أنه سار ساعة والرصاصة في ساقه. ويذهل سعيد وهو يجد في عناوين الصحف التي أحضرتها نور بأنه قتل للمرة الثانية رجلا لا ذنب له، هو حارس قصر رؤوف علوان وليس علوان نفسه. فينكفئ على نفسه يلومها. وتخيل أنه يقف وسط قفص الاتهام في المحكمة، وأنه يدلي بدفاعه وافادته، ويتراءى له أنه ليس هو القاتل، بل أن زوجته وعليش ورؤوف هم القاتلون، ويصر على أن ينتقم منهم في أحد الأيام.
ولما لم تعد نور في مساء أحد الأيام، وعندما طرقت صاحبة الشقة الباب تطلب إيجار الشقة، يهرب سعيد لاجئا إلى بيت الشيخ الجنيدي. لكن حواره مع الشيخ أشعره باليأس. ومن ثم خرج ليواجه مصير قبض رجال الشرطة عليه بعد معركة غير متكافئة.

## الشخصيات
- سعيد مهران سارق.
- عليش سدرة صديق مهران الخائن.
- رؤوف علوان صحفي.
- نبوية زوجة سعيد مهران السابقة التي تزوجت بعليش سدرة.
- سناء بنت سعيد مهران.
- نور فتاة الليل التي أحبها سعيد مهران.
- طرزان صاحب المقهى.
- الشيخ علي الجنيدي الذي يوجه سعيد مهران.
- المعلم بياض شريكه في عمليات السرقة قبل سجنه.

## طبيعة الرواية
رواية «اللص والكلاب» تقوم على خط الصراع الأساسي بين «اللص والكلاب» أو سعيد مهران والمجتمع. وهذا الخط يلعب دور العمود الفقري الذي يربط أجزاء الرواية منذ أول سطر إلى آخر سطر فيها، فلا يتكلف نجيب محفوظ مقدمات لتقديم شخصياته ولكنه يدفع بالقارئ فورا إلى الموقف الأساسي في الرواية ويمكن للقارئ أن يضع يده على الخيط الأول وبذلك لا يحس بأنه يوجد هناك حاجز بينه وبين العمل الفني.
تصور رواية «اللص والكلاب» شخصية سعيد مهران بأنه لص خرج من السجن صيفا بعد أن قضى به أربعة أعوام غدرا لينتقم من الذين اغتنوا على حساب الآخرين، وزيفوا المبادئ، وداسوا على القيم الأصيلة لكي يجعل من الحياة معنى بدلا من العبثية ولا جدواها. وهكذا قرر أن ينتقم من هؤلاء الكلاب إلا أن محاولاته كانت كلها عابثة تصيب الأبرياء وينجو منها الأعداء مما زاد الطين بلة. فصارت الحياة عبثا بلا معنى ولا هدف، ولقي مصيره النهائي في نهاية الرواية بنوع من اللامبالاة وعدم الاكتراث ولم يعرف لنفسه وضعا ولا موضعا، ولا غاية وجاهد بكل قسوة ليسيطر على شيء ما ليبذل مقاومة أخيرة، ليظفر عبثا بذكرى مستعصية، وأخيرا لم يجد بدا من الاستسلام، فاستسلم.

## دواعي التأليف
اللص والكلاب رواية مستوحاة من واقعة حقيقية بطلها «محمود أمين سليمان»، الذي شغل الرأي العام لعدة شهور في عام 1960. وقد لوحظ اهتمام الناس بهذا المجرم وعطف الكثيرين منهم عليه، فقد خرج «محمود أمين سليمان» عن القانون لينتقم من زوجته السابقة ومحاميه لأنهما خاناه وانتهكا شرفه وحرماه من ماله وطفلته وكان هذا سببا هاما من أسباب تعاطف الناس معه. ولتحقيق انتقامه ارتكب العديد من الجرائم في حق الشرطة وبعض أفراد المجتمع، فأثارت هذه الواقعة اهتمام الكاتب واستلهم منها مادته الأدبية تجمع بين ما هو واقعي وما هو تخيلي فكانت رواية «اللص والكلاب».

## الترجمات
ترجمت الرواية إلى الإنجليزية عام 1984 عن طريق الجامعة الأمريكية بالقاهرة. وترجمت إلى الفرنسية عام 1985، وإلى الهولندية عام 1989، وإلى الإيطالية عام 1990، وإلى الإسبانية عام 1991، وإلى الألمانية عام 1993، وإلى اليابانية عام 2009. وكذلك ترجمت إلى الفارسية والتركية.

## الاقتباسات
- فيلم اللص والكلاب عام 1962 من إخراج كمال الشيخ وبطولة شكري سرحان.
- مسلسل اللص والكلاب عام 1975 من بطولة عزت العلايلي.
- مسلسل اللص والكلاب عام 1998 من بطولة رياض الخولي.

## وصلات خارجية
- اللص والكلاب.. رؤية من الداخل
- عندما تخفق الثورة في تحقيق أهدافها: سعيد مهران في «اللص والكلاب»
- نجيب محفوظ. ابن البلد والرجل العالمي، دراسة عن العالم الإسلامي والمتوسطي، 1991. (بالفرنسية)
- آراء القراء على موقع أبجد